# シアター・オブ・フェイト
『シアター・オブ・フェイト』（Theatre of Fate）は、ブラジルのヘヴィメタル・バンド、ヴァイパーが1989年に発表した2作目のスタジオ・アルバム。

## 解説
本作はクラシック音楽からの影響が強く、アンドレ・マトスは本作の路線を継続しようとしたが、他のメンバーと意見が合わず本作リリース後にバンドを脱退し、ベーシストのピット・パシャレルがリード・ボーカルも兼任する形となった。ただし、マトスは2007年発表のアルバム『All My Life』収録曲「Love Is All」にゲスト参加しており、2012年にはバンドのデビュー25周年を記念して再加入した。本作のドラム・パートはセルジオ・ファッシにより演奏されたが、本作リリース時にはグィルヘルム・マーティンが正式ドラマーとして加入し、裏ジャケットにもマーティンの写真が掲載された。
デヴィッド・ホワイトはオールミュージックにおいて5点満点中4.5点を付け「楽曲はより独創的かつ刺激的になり、アンドレ・マトスもシンガーとして真の実力を見せた」「優れたプログレッシブ・メタル作品だが、ヴァイパーは後年、本作のスタイルを継承せず、シンガーも交代した」と評している。

## 収録曲
特記なき楽曲はピット・パシャレル作。1.はインストゥルメンタル。
1. イルージョンズ - "Illusions" - 1:51
2. アット・リースト・ア・チャンス - "At Least a Chance" - 3:59
3. トゥ・リヴ・アゲイン - "To Live Again" - 3:28
4. クライ・フロム・ジ・エッジ - "A Cry from the Edge" (Pit Passarell, Felipe Machado) - 5:11
5. リヴィング・フォー・ザ・ナイト - "Living for the Night" - 5:25
6. プレリュード・トゥ・オブリヴィオン - "Prelude to Oblivion" - 3:44
7. シアター・オブ・フェイト - "Theatre of Fate" - 6:18
8. ムーンライト - "Moonlight" (Andre Matos) - 4:41

## 参加ミュージシャン
- アンドレ・マトス - ボーカル、キーボード、シンセサイザー、ストリングス・アレンジ
- イヴ・パシャレル - リードギター
- フェリペ・マチャド - リードギター
- ピット・パシャレル - ベース、バッキング・ボーカル
- セルジオ・ファッシ - ドラムス

アディショナル・ミュージシャン
- レナータ・クバラ - ヴァイオリン(on #2, #6)、ヴァイオリン・ソロ(on #8)
- ファビオ・ブルコリ - ヴァイオリン(on #2, #6)
- リカルド・クバラ - ヴィオラ(on #2, #6)
- スザナ・カト - チェロ(on #2, #6)